# Encyclopaedia Judaica
Encyclopaedia Judaica är en engelskspråkig encyklopedi om judendomen, dess historia, läror, personer, seder och språk. Den publicerades första gången 1972 i 16 band. Den senaste, och andra, utgåvan i 22 band gavs ut 2007.
Encyclopaedia Judaica har haft flera föregångare, bland dem den engelskspråkiga Jewish Encyclopedia från 1906.